# Anna Ivanová
Anna Ivanová, původně Iványiová, pseudonym Nelly Simorová (26. února 1899 Jasenica – 9. dubna 1961 Holíč) byla slovenská spisovatelka a hudební skladatelka.

## Život
Po maturitě na gymnáziu v Košicích absolvovala učitelský kurz. Působila jako ředitelka na základních školách v řadě slovenských obcí: v Moravském Lieskovém, Bratislavě – Karlově Vsi, ve Výčapech-Opatovcích a v Jelšovcích. V roce 1950 odešla do důchodu. V letech 1954–1958 žila v Nevidzanech a od roku 1958 v Ústavu sociální péče v Holíči.

## Dílo
Zpočátku se věnovala poézii. Její lyrické básně vyšly v roce 1942 ve sborníku Antológie mladej slovenskej poézie. Většinu svého však věnovala dětem. Psala vzdělávací, výchovné a nábožensky laděné verše, divadelní hry a aktovky. Komponovala písně, hudební pásma, operety a pokusila se i o operu. I její písně a další hudební útvary měly převážně náboženskou tematiku. Většina jejích prací zůstala v rukopise. Tiskem vyšlo:
- Antológia mladej slovenskej poézie (1942, spoluautorka)
- Jedným sníčkom-anjeličkom (1941, opereta)
- Nezábudky (1943, divadelní výstupy)
- Trinásť vnúčat starej mamy (1948, hra ve verších a písních)
- Vianočné balady pre deti (1948, divadelní výstupy)
- Ježiško v prírode (1994)

Po roce 1948 nemohla z ideologických důvodů publikovat. Po roce 1989 vyšla řada jejích prací v reedicích.